# Duende Cinza
Duende Cinza é o codinome de Gabriel "Gabe" Stacy. Ele é um Vilão do Universo Marvel que aparece nas histórias do Homem-Aranha. Sua primeira aparição foi em Amazing Spider-Man #509

## História
Gabriel é irmão gêmeo de Sarah Stacy e filho de Norman Osborn e de Gwen Stacy. Foi confirmado isso a partir de uma coleta de DNA de Gwen. Uma observação é que quando Gwen estava na Europa, ela estava com os tios na Inglaterra. Esse erro da Marvel gerou uma certa irritação mediante os fãs de Gwen. Com o pacto de Peter com Mephisto, os gêmeos passaram a nunca existir e a traição de Gwen nunca ocorrer.
Ele, assim como a sua irmã, cresceu rapidamente sem alteração do fluxo temporal e se tornou adulto muito rápido. Após descoberto, foi pego por seu pai e levado a Ponte do Brooklyn, onde seu pai mentiu sobre a história deles e sobre sua mãe e fez com que odiassem o Homem-Aranha.
Gabriel modificou uma roupa de Duende Verde para ele usar e se tornou o Duende Cinza. Agora ele quer vingança e não vai deixar o Aranha em paz.                                           

## Poderes e Habilidades
Ele possui as mesmas armas e poderes que o duende Verde e o Macabro. Usa um planador Morcego e as bombas abóboras.